# アマンダ・スワッフォード
アマンダ・スワッフォード（Amanda Swafford、1978年10月30日 - ）はアメリカ合衆国のファッションモデル。ノースカロライナ州ヘンダーソンヴィル出身。